# Sylvilagus dicei
Sylvilagus dicei (кролик костариканський) — вид ссавців родини зайцеві (Leporidae) ряду зайцеподібні (Leporiformes).

## Поширення
Sylvilagus dicei має обмежений ареал в горах Кордильєра-де-Таламанка у Коста-Риці і західній Панамі, на великих висотах (до 3800 м у Сьєрра-Чирріпо, Коста-Рика та 1180 м на Ранчо-де-Ріо-Хіменес в Панамі).